# Aeropuerto Internacional General Ignacio Pesqueira García
El Aeropuerto Internacional de Hermosillo (Código IATA: HMO - Código OACI: MMHO - Código DGAC: HMO), oficialmente Aeropuerto Internacional General Ignacio Pesqueira García, es un aeropuerto internacional localizado en Hermosillo, Sonora, México. Cuenta con muchos vuelos nacionales así como internacionales hacia Estados Unidos a la ciudad de Phoenix. El aeropuerto fue una ciudad foco para Aeroméxico Connect, que llegó a manejar alrededor de 50 vuelos comerciales diarios a destinos dentro de México y los Estados Unidos.

## Galería de fotos

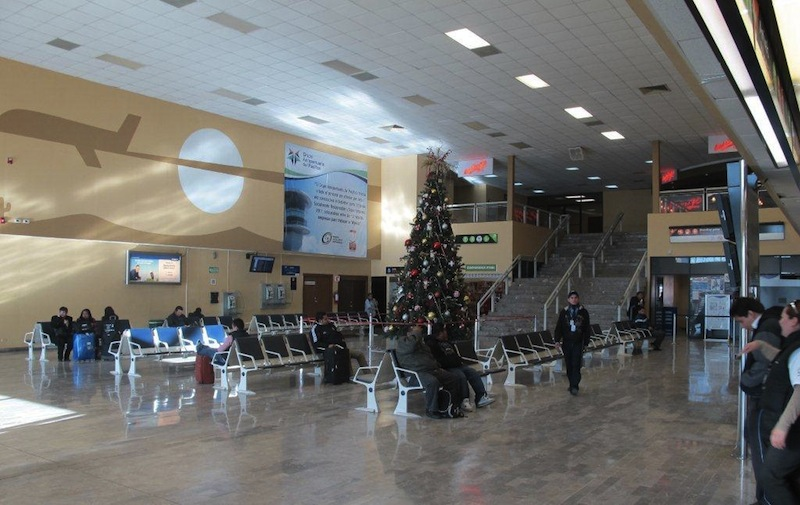
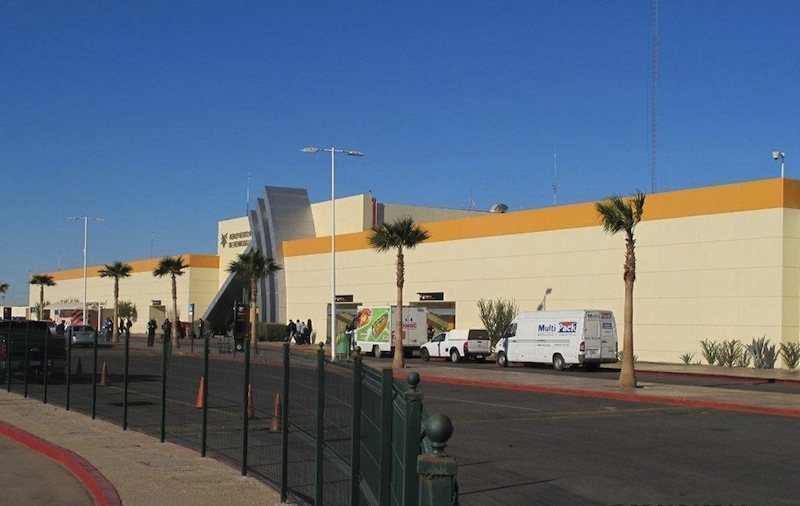
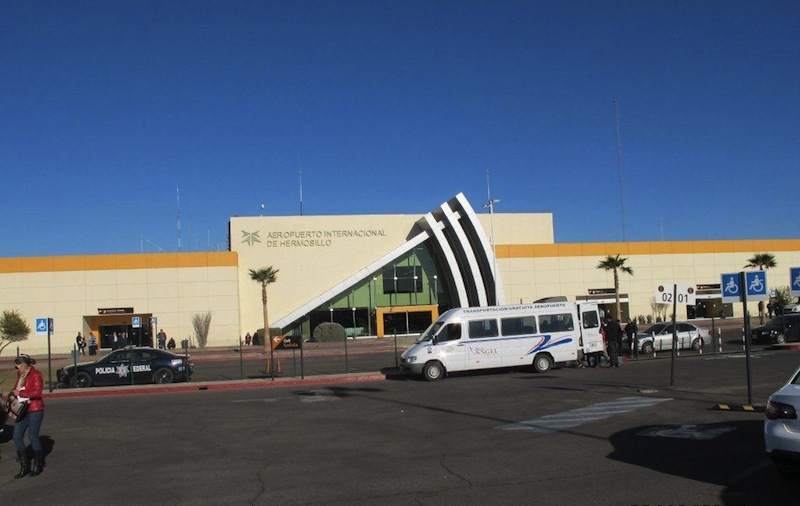
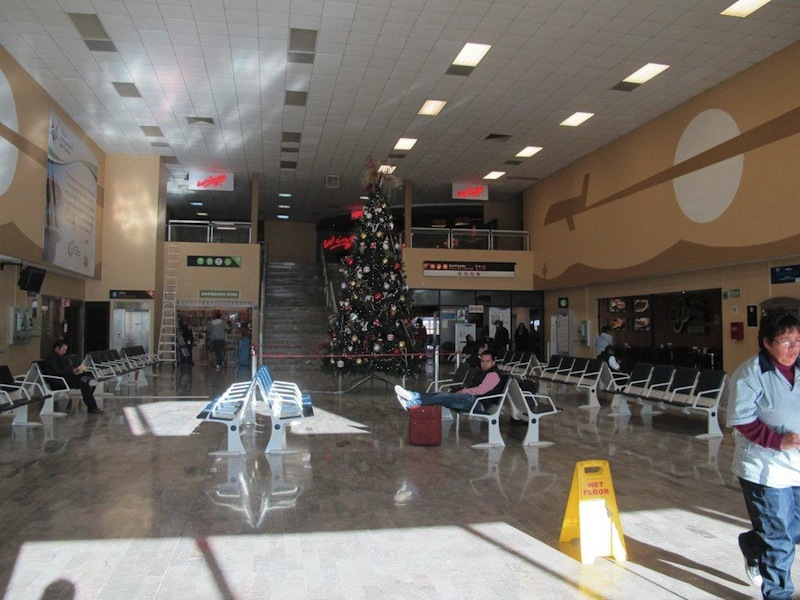
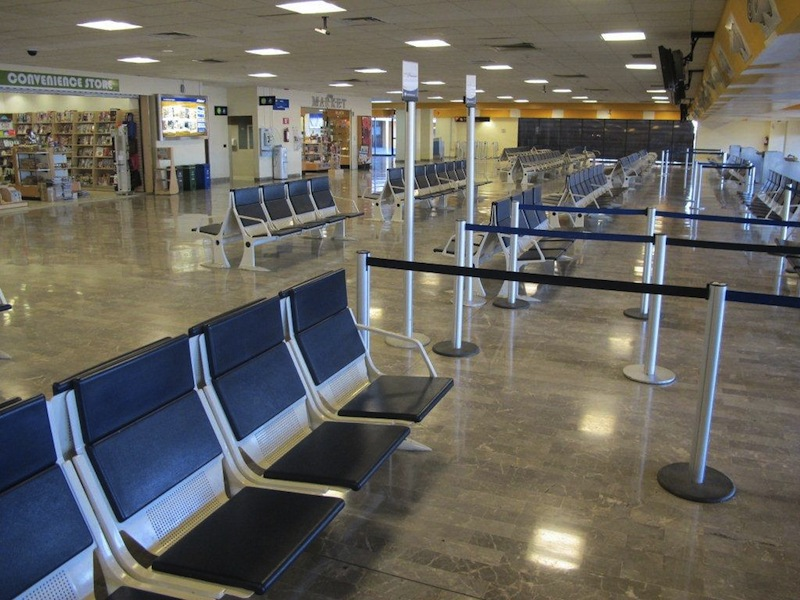
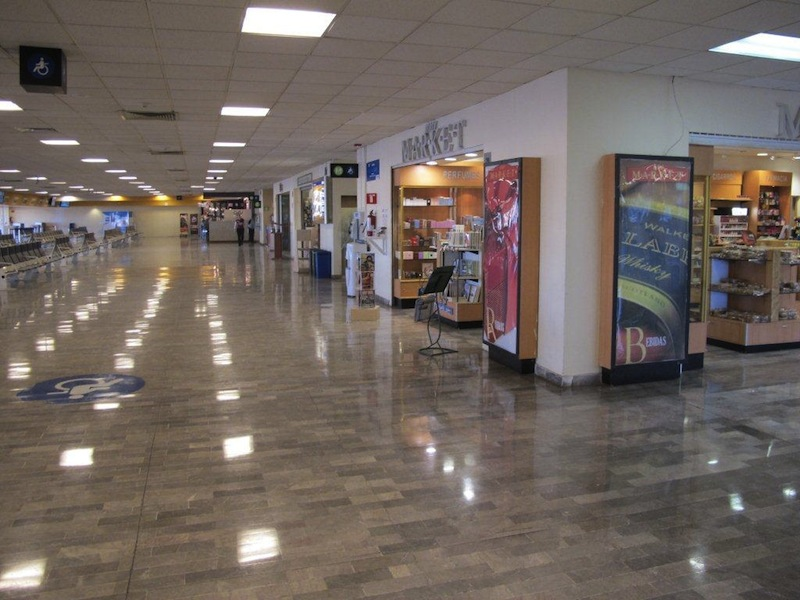

## Información
Cuenta con una pista principal (05/23) con una extensión de 2,300 metros, una pista alterna que está actualmente cerrada (11/29), calles de rodaje, área de hangares, una terminal comercial con capacidad para 9 o más aviones y una de aviación general. Es considerado dentro de los aeropuertos más modernos de México.
El aeropuerto de Hermosillo se ha renovando y ha incluido una nueva plataforma de estacionamiento pasando a 9. La última en agregarse fue para atender al Boeing 777 de Aeroméxico en caso de necesitarse, el cual ya ha utilizado este aeropuerto varias veces. Se remodeló la fachada y se está aumentando el área de documentación para darle espacio a nuevas aerolíneas.
Es el undécimo aeropuerto más importante de México por tráfico de pasajeros.
Cuenta con servicio de taxis, el transporte terrestre es prestada por cuatro empresas, las cuales cuentan con una flotilla de 120 vehículos, desde automóviles hasta camionetas del tipo Eurovan.
El aeropuerto cuenta con la exclusiva sala VIP, el VIP Lounge Hermosillo.
Para el 2021, Hermosillo recibió 1,559,900 de pasajeros, mientras que para 2022 recibió a 1,945,400 de pasajeros, según datos publicados por el Grupo Aeroportuario del Pacífico.
El aeropuerto fue nombrado por Ignacio L. Pesqueira, quien fue un general que ayudó al ejército mexicano a resistir a Francia durante la invasión del siglo XIX, así como gobernador de Sonora.

### Instalaciones militares
La Base Aérea Militar No. 18 son instalaciones de la Fuerza Aérea Mexicana ubicadas en el Aeropuerto de Hermosillo, albergan al l 3er Escuadrón de Vigilancia Aérea con aeronaves C-26 Metroliner y Embraer 145 AEW&C, así como el Escuadrón Aéreo 204 con aeronaves Beechcraft T-6 Texan II. Cuenta con una plataforma de aviación de 17,500 metros cuadrados, 3 hangares y demás instalaciones para el alojamiento de efectivos de la fuerza aérea. Su comandante es el Coronel de Fuerza Aérea Piloto Aviador Diplomado de Estado Mayor Aéreo Enrique Gaona Mendoza.

## Aerolíneas y destinos

### Pasajeros

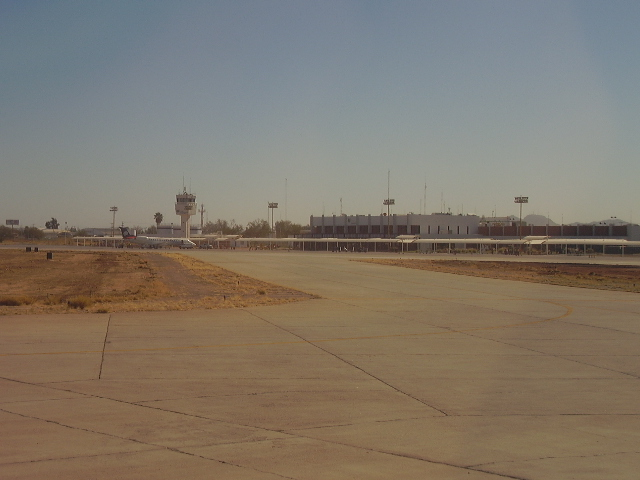
Vista de la terminal

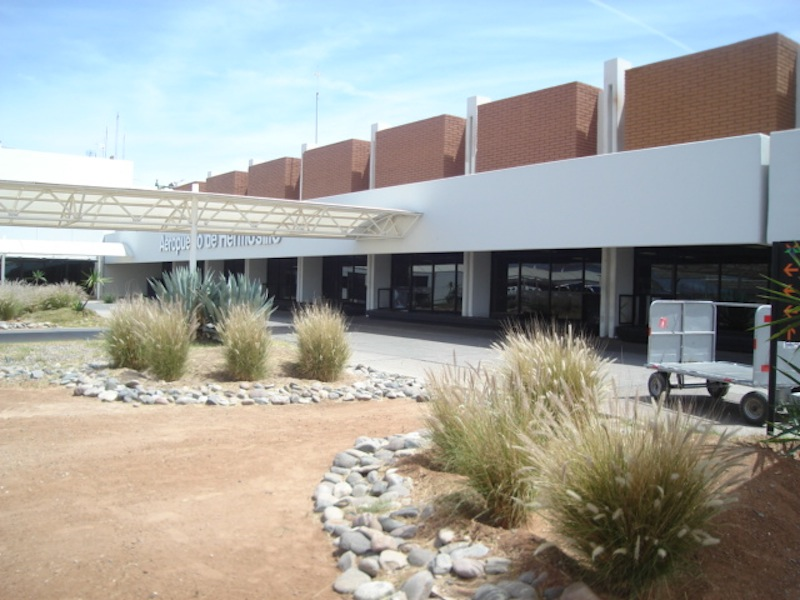
Lado aire del aeropuerto.

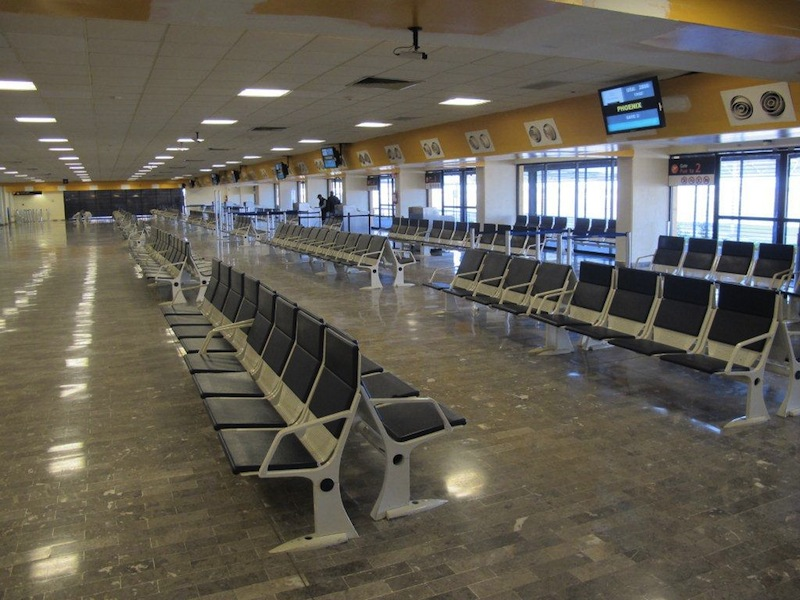
Sala de última espera.

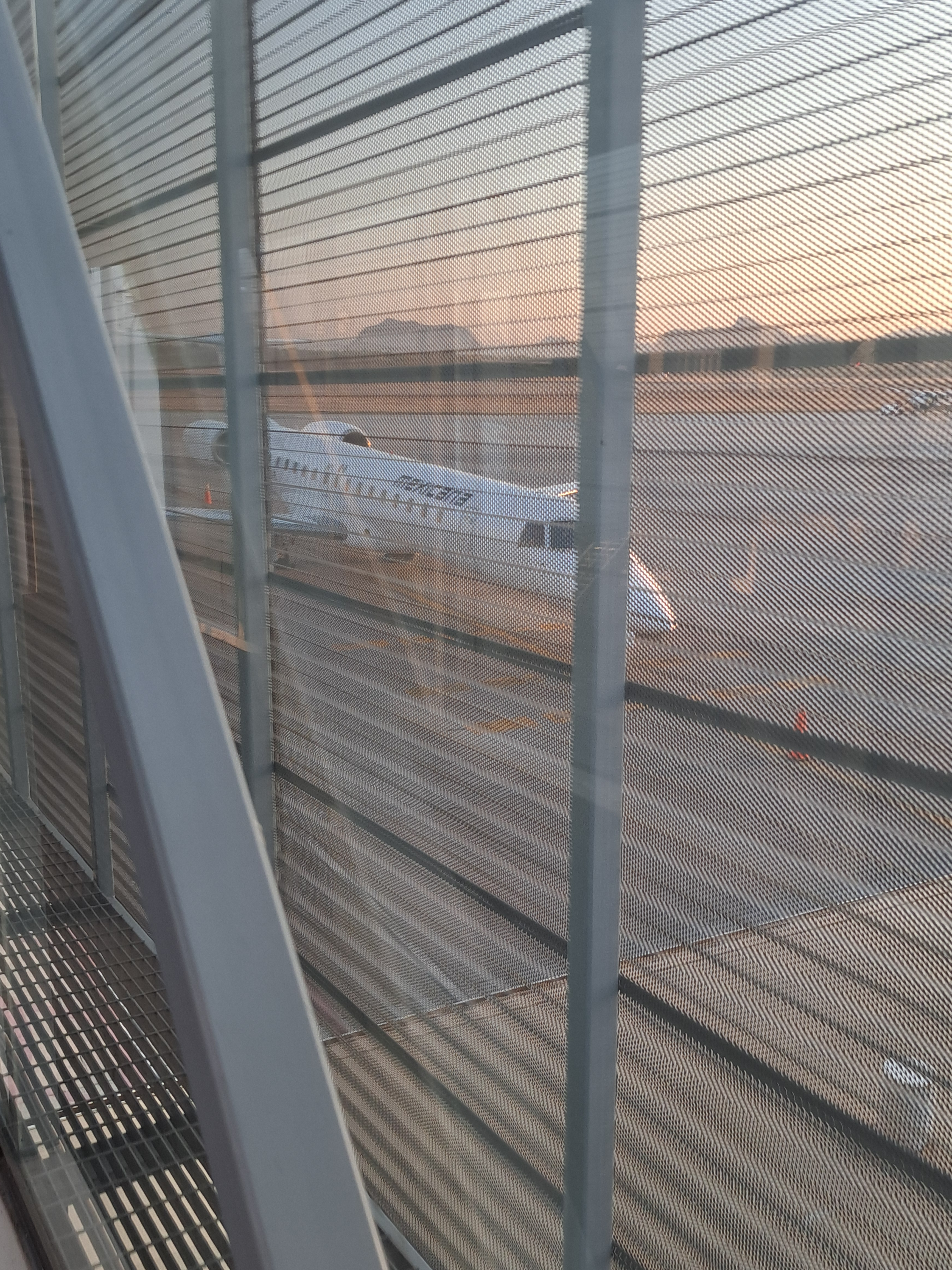
Embraer ERJ-145LR de TAR Aerolíneas operando para Mexicana de Aviación (XA-IVB) en el aeropuerto de Hermosillo.

| Destinos por aerolínea                                                                            | Destinos por aerolínea                                                                              | Destinos por aerolínea | Destinos por aerolínea |
| Aerolínea                                                                                         | Destinos                                                                                            |                        |                        |
| ------------------------------------------------------------------------------------------------- | --------------------------------------------------------------------------------------------------- | ---------------------- | ---------------------- |
| Aeroméxico                                                                                        | Ciudad de México                                                                                    |                        |                        |
| Aeroméxico Connect                                                                                | Ciudad de México                                                                                    |                        |                        |
| Aéreo Servicio Guerrero                                                                           | Guerrero Negro                                                                                      |                        |                        |
| American Eagle                                                                                    | Phoenix–Sky Harbor                                                                                  |                        |                        |
| Señor Air                                                                                         | Cabo San Lucas                                                                                      |                        |                        |
| TAR                                                                                               | Chihuahua, Ciudad Juárez, Culiacán, La Paz                                                          |                        |                        |
| Viva                                                                                              | Cancún, Ciudad de México, Ciudad de México–AIFA, Guadalajara, Monterrey, San José del Cabo, Tijuana |                        |                        |
| Volaris                                                                                           | Cancún, Ciudad Juárez, Ciudad de México, Guadalajara, Mexicali, Monterrey, Tijuana                  |                        |                        |
| Total: 16 destinos (15 nacionales, 1 internacional), 8 aerolíneas (7 nacionales, 1 internacional) | |                        |                        |

Notas
1. ↑  El vuelo de Viva con destino Cancún hace escala en Monterrey.

### Carga
| Aerolíneas    | Destinos                                   |
| ------------- | ------------------------------------------ |
| Ameriflight   | Phoenix–Sky Harbor                         |
| DHL Aviation  | Phoenix–Sky Harbor                         |
| Estafeta      | Ciudad de México, San Luis Potosí, Tijuana |
| TUM AeroCarga | Guadalajara, Tijuana, Toluca               |

### Destinos nacionales
Se brinda servicio a 14 ciudades dentro del país a cargo de 7 aerolíneas. El destino de Aeroméxico también es operado por Aeroméxico Connect.
| Cabo San Lucas (CSL)    |   |   |   |   | Señor Air               | 1  |
| Cancún (CUN)            | • | • |   |   |                         | 2  |
| Chihuahua (CUU)         |   |   | • |   |                         | 1  |
| Ciudad de México (MEX)  | • | • |   | • |                         | 3  |
| Ciudad de México (NLU)  |   | • |   |   |                         | 1  |
| Ciudad Juárez (CJS)     | • |   | • |   |                         | 2  |
| Culiacán (CUL)          |   |   | • |   |                         | 1  |
| Guadalajara (GDL)       | • | • |   |   |                         | 2  |
| Guerrero Negro (GUB)    |   |   |   |   | Aéreo Servicio Guerrero | 1  |
| La Paz (LAP)            |   |   | • |   |                         | 1  |
| Mexicali (MXL)          | • |   |   |   |                         | 1  |
| Monterrey (MTY)         | • | • |   |   |                         | 2  |
| San José del Cabo (SJD) |   | • |   |   |                         | 1  |
| Tijuana (TIJ)           | • | • |   |   |                         | 2  |
| Total                   | 7 | 7 | 4 | 1 | 2                       | 14 |

### Destinos internacionales
Se brinda servicio a 1 ciudad extranjera en Estados Unidos a cargo de 1 aerolínea.
| Ciudades                                | Nombre del aeropuerto                          | Aerolíneas     |              |
| Norteamérica                            | Norteamérica                                   | Norteamérica   | Norteamérica |
| --------------------------------------- | ---------------------------------------------- | -------------- | ------------ |
| Estados Unidos (1 destino, 1 aerolínea) |                                                |                |              |
| Phoenix, Arizona                        | Aeropuerto Internacional de Phoenix-Sky Harbor | American Eagle |              |
| Total: 1 destino, 1 país, 1 aerolínea   |                                                |                |              |

## Estadísticas

### Rutas más transitadas

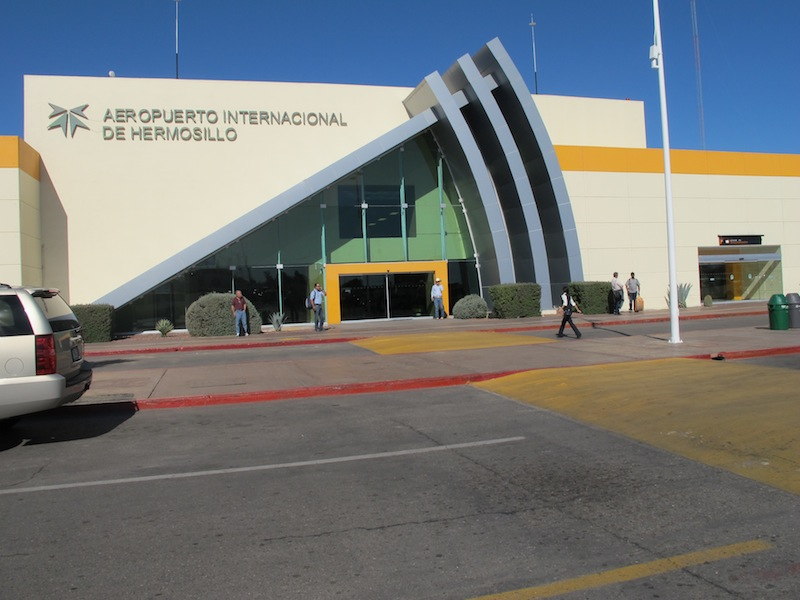
Exterior del aeropuerto.

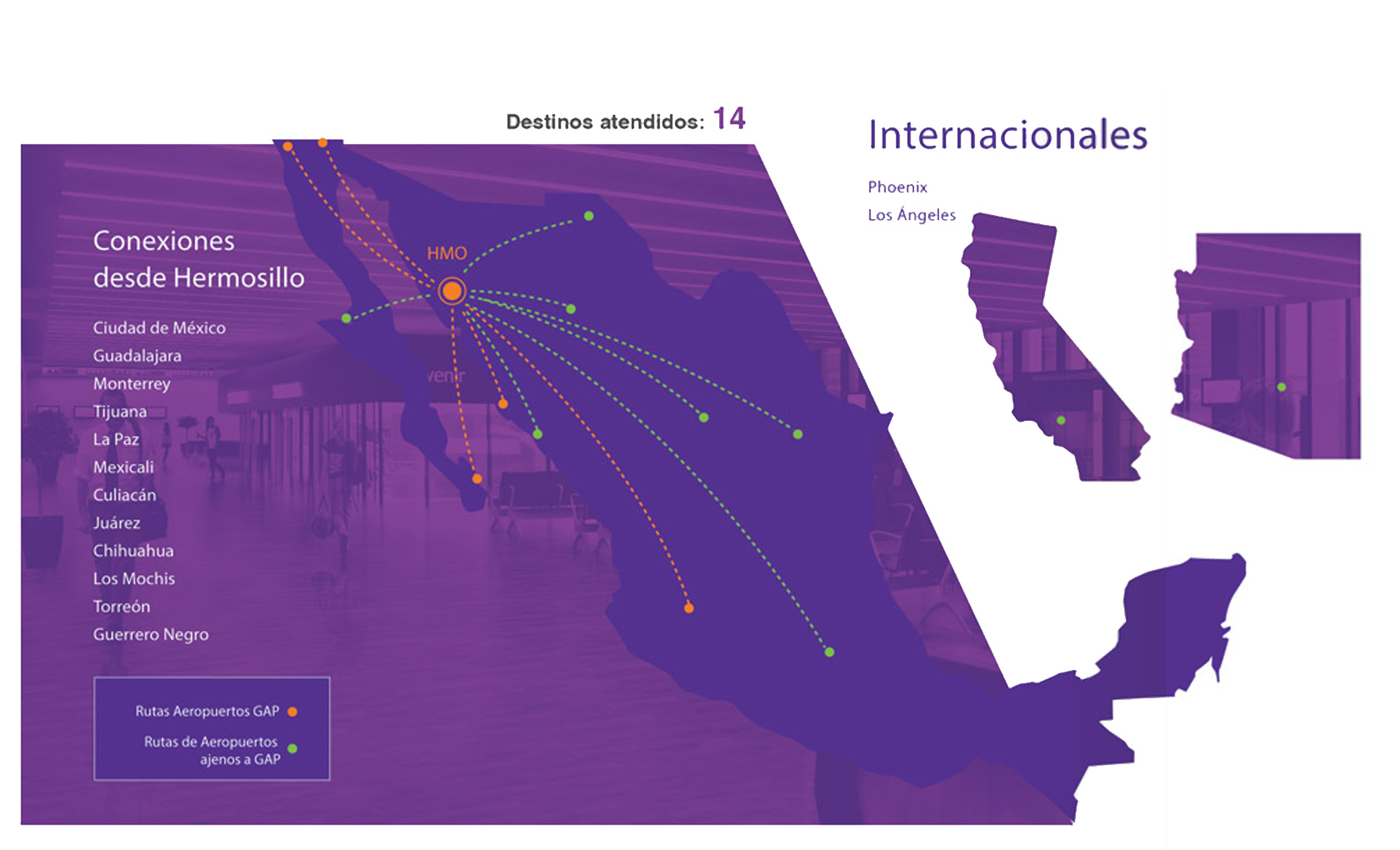
Destinos del aeropuerto.

| Número | Ciudad                                 | Pasajeros | Clasificación | Aerolínea                 |
| ------ | -------------------------------------- | --------- | ------------- | ------------------------- |
| 1      | Ciudad de México                       | 399,973   | Sin cambios   | Aeroméxico, Viva, Volaris |
| 2      | Guadalajara, Jalisco                   | 171,879   | Sin cambios   | Viva, Volaris             |
| 3      | Tijuana, Baja California               | 137,964   | Sin cambios   | Viva, Volaris             |
| 4      | Monterrey, Nuevo León                  | 124,106   | Sin cambios   | Viva, Volaris             |
| 5      | Valle de México                        | 52,869    | 2             | Viva                      |
| 6      | Phoenix, Arizona                       | 25,581    | 1             | American Eagle            |
| 7      | Mexicali, Baja California              | 21,903    | 2             | Volaris                   |
| 8      | Cancún, Quintana Roo                   | 20,994    |               | Viva, Volaris             |
| 9      | San José del Cabo, Baja California Sur | 17,231    | 3             | Viva                      |
| 10     | León, Guanajuato                       | 11,941    |               | Volaris                   |

## Servicios
El aeropuerto cuenta con diversas certificaciones como la de industria limpia otorgado por la profepa, ISO-9000, accesibilidad para usuarios con necesidades especiales y actualmente se encuentra en proceso de certificación ISO-14000.
Dentro de sus instalaciones cuenta con una planta de tratamiento de aguas residuales con la cual da el tratamiento al sistema de aguas negras para después reutilizarla en los sistemas de riego de jardines, además de utilizarse en varios procesos de obras como riegos matapolvos y terracerias.

## Accidentes e incidentes
- El 2 de octubre de 1946 se estrelló durante su despegue del Aeropuerto de Hermosillo la aeronave Douglas C-47B-45-DK con matrícula 45-968 perteneciente a la Fuerza Aérea del Ejército de Estados Unidos. El accidente se sucitó debido a una falla de motor, no hubo pérdidas humanas.[6]

- El 8 de enero de 1993 la aeronave Learjet 35A operado por Aero-Fly con matrícula XA-LAN se estrelló durante le fase de aproximación hacia el Aeropuerto de Hermosillo, matando a las 9 personas a bordo. La aeronave procedía de Ciudad de México.[7]

- El 20 de marzo de 2003 una aeronave Beechcraft 200 Super King Air con matrícula XC-ADP operada por la PGR que realizaba un vuelo entre el Aeropuerto de Hermosillo y el Aeródromo de Badiraguato, sufrió daños irreparables en el fuselaje tras despistarse al aterrizar en Badiraguato. Los 5 ocupantes sobrevivieron.[8]

- El 21 de enero de 2010 la aeronave Embraer 145LU con matrícula XA-WAC que operaba el vuelo 2051 de Aeromexico Connect procedente de Hermosillo, sufrió un despiste en el Aeropuerto de Tijuana, sin que ninguno de los 39 ocupantes resultaran heridos de gravedad.[9]

- El 8 de septiembre de 2013 la aeronave Learjet 35A operado por Rajet Aeroservicios y con matrícula XA-DAZ procedente de San Francisco y con rumbo a Toluca tuvo que hacer un aterrizaje forzoso en el Aeropuerto de Hermosillo donde sufrió un despiste debido a que la pista estaba húmeda por la lluvia. no hubo lesionados.[10][11]

- El 9 de diciembre de 2016 se estrelló cerca de Opodepe, Sonora la aeronave Beechcraft T-6 Texan II de la Fuerza Aérea Mexicana con matrícula 2015, matando a sus dos tripulantes. La aeronave había partido de la Base Aérea n.° 18 de Hermosillo para un vuelo de reconocimiento en formación con un Pilatus PC-7 de matrícula 2533, pasado el accidente, el Pilatus regresó a la base sin daños.[12][13]

- El 1 de julio de 2018 una aeronave Beechcraft F-90 King Air con matrícula XB-OVS derrapó tras aterrizar sobre la pista del Aeropuerto de Hermosillo después de colapsar el tren de aterrizaje. La aeronave provenía del Aeropuerto de Ciudad Obregón con 3 ocupantes los cuales sobrevivieron.[14][15]

- El 24 de diciembre de 2019 una aeronave Cessna 208B Grand Caravan con matrícula XA-TWN que operaba el vuelo 872 de Calafia Airlines entre el Aeropuerto de Hermosillo y el Aeropuerto de Guerrero Negro, perdió comunicación con los centros de control aéreo, por lo que se inició una búsqueda con ayuda de la Fuerza Aérea Mexicana, la Armada de México y los gobiernos estatales de Sonora y Baja California Sur, confirmándose dos días después que la aeronave se había estrellado a 45 NM de Hermosillo. En dicho accidente murieron el piloto de la aeronave y el único pasajero a bordo.[16][17][18][19]

- El 28 de enero de 2021 una aeronave Cessna 414A Chancellor con matrícula N414GP operada por Sun Valley Freight Inc que cubría un vuelo entre el Aeropuerto de Hermosillo y el Aeropuerto de Guerrero Negro, sufrió un colapso en el tren de aterrizaje de nariz tras aterrizar en su aeropuerto de destino, causando que la aeronave sufriera una excursión de pista. Las 6 personas a bordo resultaron ilesas.[20][21]

- El 27 de marzo de 2021 una aeronave Cessna 401 con matrícula XB-HSW que operaba un vuelo privado entre el Aeropuerto de Hermosillo y el Aeropuerto de Tucson tuvo dificultades para ganar altitud durante el ascenso inicial, por lo que el primer oficial solicitó a ATC retornar al aeropuerto de Hermosillo, sin embargo la aeronave impactó contra tierra poco tiempo después de ello. En el sitio murieron 4 personas, los otros 3 ocupantes perecieron en el hospital.[22][23][24]

- El 21 de enero de 2022 una aeronave Bombardier CRJ-200LR(P2F) con matrícula XA-MCE operado por TUM AeroCarga que cubría un vuelo de carga entre el Aeropuerto de Culiacán y el Aeropuerto de Hermosillo sufrió una excursión de pista tras aterrizar en su destino presuntamente por falla en el sistema de frenos o de dirección en el tren de nariz, causando el cierre del aeropuerto durante 2 horas.[25][26][27]

- El 2 de mayo de 2025, una aeronave Cessna 208B Grand Caravan con matrícula XA-UJF de Aéreo Servicio Guerrero que cubría un vuelo entre el Aeropuerto de Guerrero Negro y el Aeropuerto de Hermosillo sufrió una falla técnica durante su fase de crucero, siendo obligada a aterrizar entre los poblados de Las Palomas y Los Tepetates en el Municipio de San Quintín (a unos 60 km del Aeropuerto de Guerrero Negro), causando daño total en la aeronave. Los 6 ocupantes resultaron ilesos.[28][29]

## Aeropuertos cercanos
Los aeropuertos más cercanos son:
- Aeropuerto Internacional General José María Yáñez (127km)
- Aeropuerto Internacional de Ciudad Obregón (223km)
- Aeropuerto Internacional de Tucson (335km)
- Aeropuerto Internacional de Loreto (347km)
- Aeropuerto Internacional Federal del Valle del Fuerte (426km)